# Pragotron
ZPA Elektročas – Pragotron – dawniej czechosłowackie, a dziś czeskie przedsiębiorstwo zajmujące się produkcją zegarów, zegarów paletowych oraz różnego rodzaju tablic informacji wizualnej.
Do dziś funkcjonuje nazwa potoczna pragotron, która odnosi się do paletowej tablicy informacyjnej (tablic przyjazdów i odjazdów pociągów). Kiedyś pragotrony były mechaniczne, teraz coraz częściej używane są urządzenia cyfrowe.

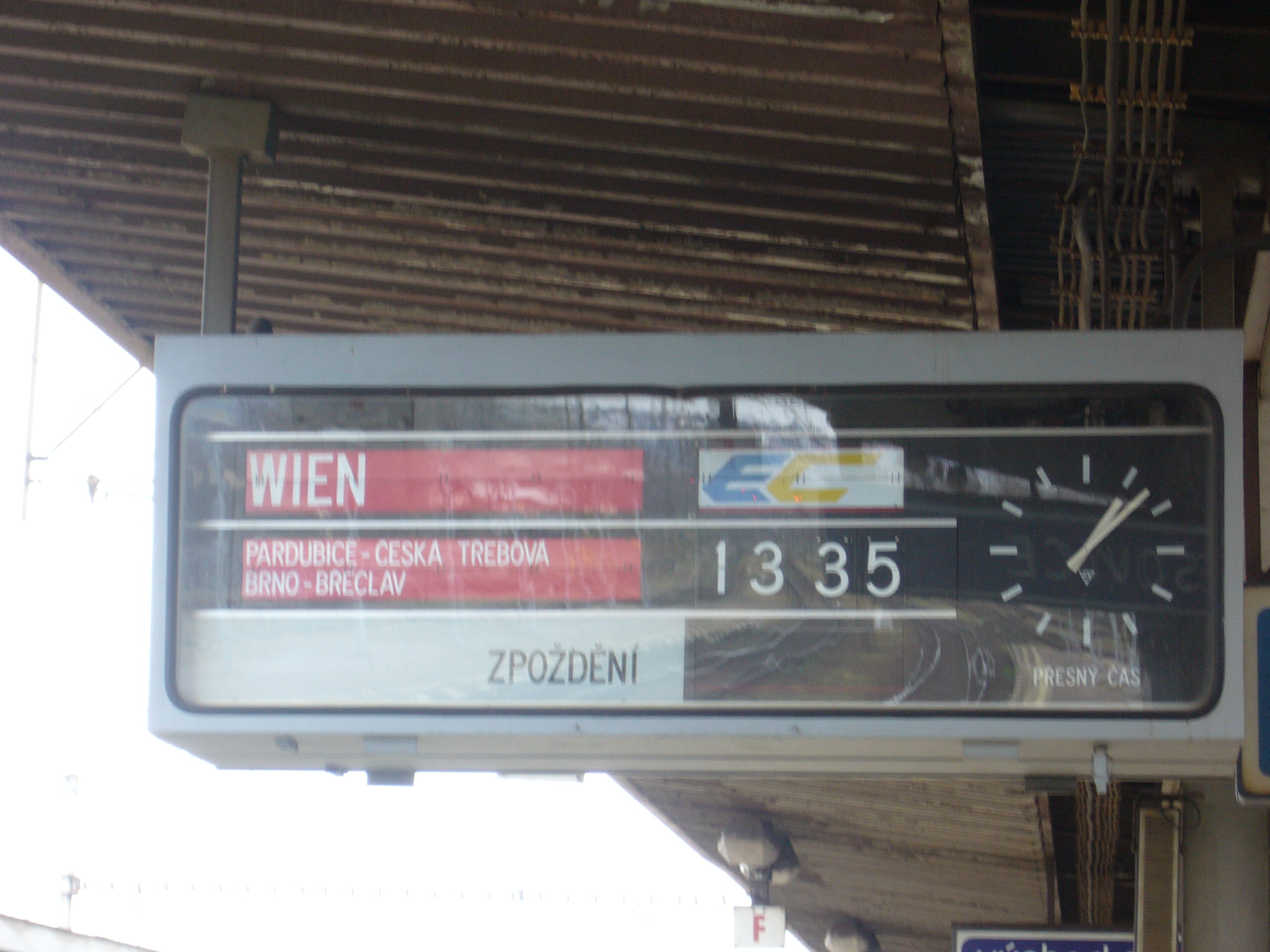
Tablica peronowa Pragotron zainstalowana na peronie dworca Praha-Holešovice, która informuje o odjeździe pociągu EC 173 "Vindobona" Hamburg - Wien
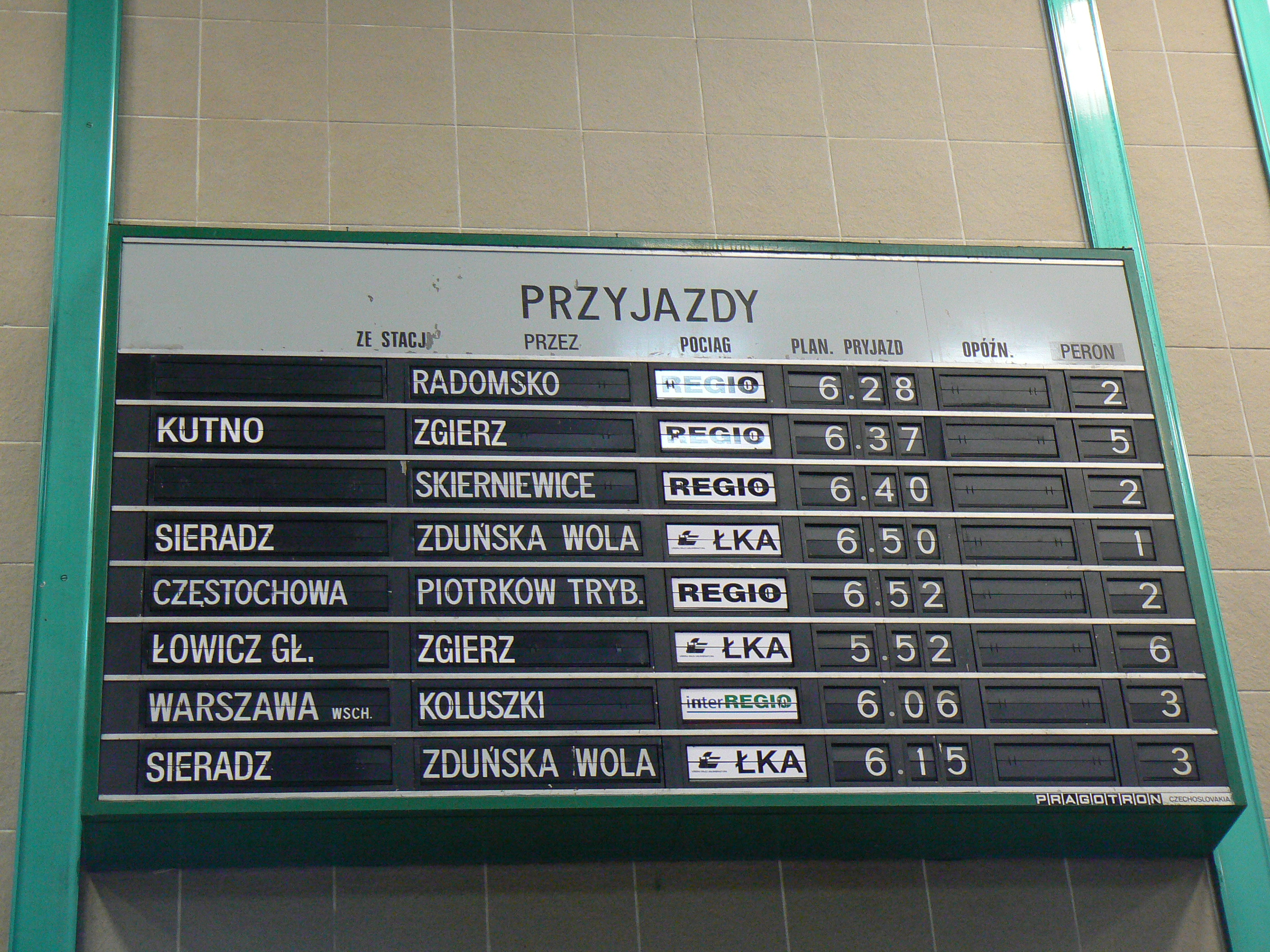
Tablica przyjazdów (mechaniczna) Pragotron – hala dworcowa dworca Łódź Kaliska
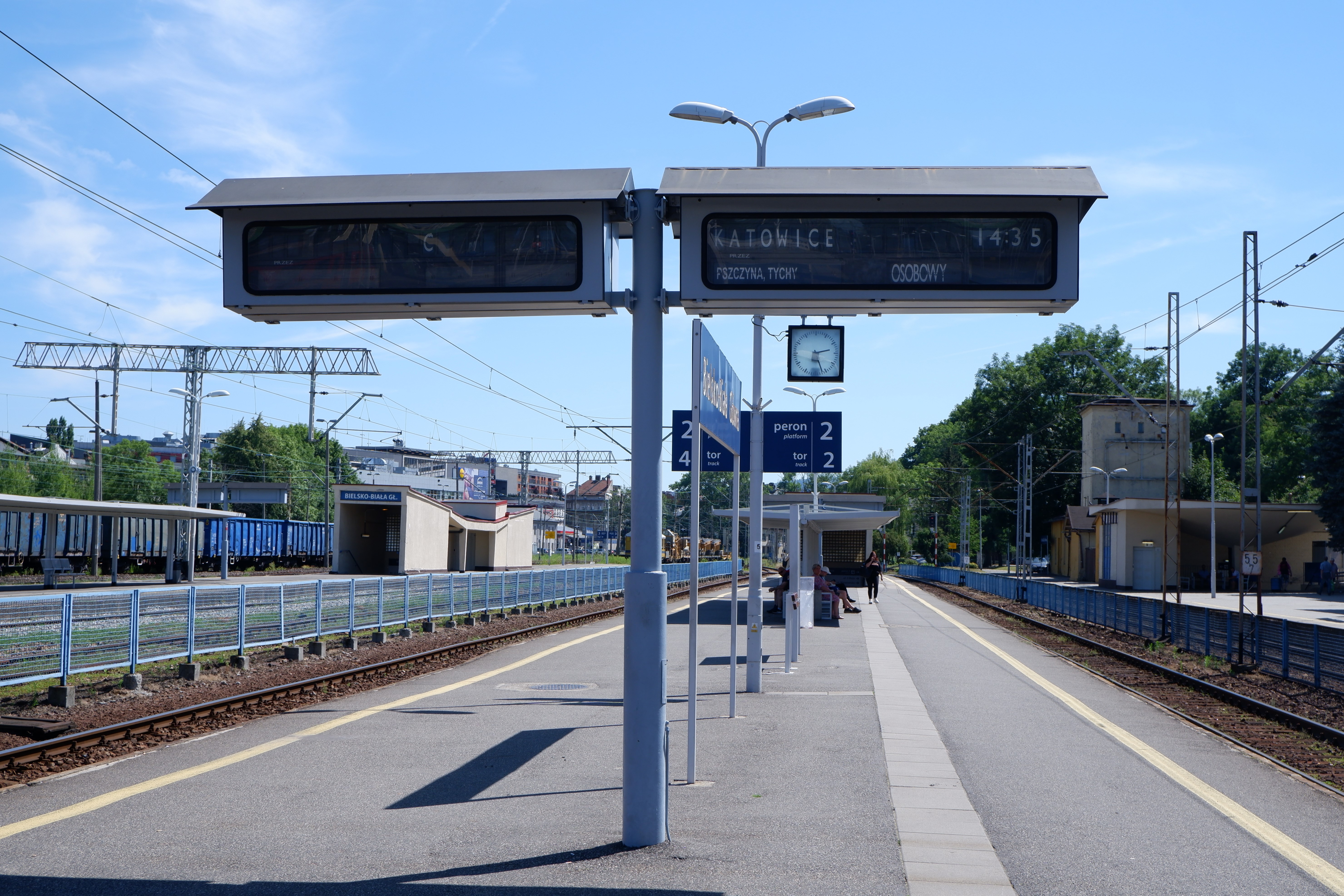
Tablica peronowa na dworcu Bielsko-Biała Główna